# Josep Borrell i Figuera
Josep Borrell i Figuera (Lleida, 1954) ha estat catedràtic de batxillerat a l'Institut Joan Oró. També ha exercit com a inspector d'educació. Des del juliol de 2012 és director dels Serveis Territorials del Departament de Cultura a Lleida.
Ha estat president de la delegació Òmnium Cultural del Segrià (1986-1994) i Director de l'Institut d'Estudis Ilerdencs de la Diputació de Lleida (1994-2000). També destaca com a creador del grup poètic La Gralla i la Dalla i de la revista literària L'Estrof.
Afirma que entre les seves passions hi ha la literatura, especialment la poesia. És autor dels poemaris: Un adulat desig (1986), Rambla de tardor (1991), Tir al blanc (1992), Molinet de vent (1996), Sine cupiditate (2002) i Ombra de roure (2006). A més de la poesia, Josep Borrell ha cultivat també la crítica literària, la historiografia literària de Lleida i és articulista de premsa. Uns dels temes recurrents en la seva lírica són el pas del temps i l'amor, lligats sempre al record, l'enyorança i, sobretot, la mort.

L'any 2017, com a director dels Serveis Territorials de Cultura a Lleida, va amenaçar de retirar serveis sanitaris a ciutadans de la Franja, a conseqüència del retorn a Sixena de béns de l'Església, que s'havia produït enmig de l'excepcionalitat jurídica per l'aplicació de l'article 155 de la Constitució Espanyola:
«A los de Aragón, el traslado les puede pasar factura. Hay servicios que presta Cataluña de forma generosa, como el servicio sanitario, pero después de esto podemos decir: pues mira, nos lo repensamos. Es entrar en una dinámica que no favorece a nadie»

## Llibres publicats

### Poesia
- Un adulat desig. Barcelona: El Mall, 1986
- Rambla de tardor. València: Eliseu Climent / 3i4, 1991
- Tir al blanc. Lleida: Institut d'Estudis Ilerdencs, 1992
- Molinet de vent. Lleida: Pagès, 1996
- Sine cupiditate. Lleida: Pagès, 2002
- Ombra de roure. Lleida: Pagès, 2006
- La mitja vida. Lleida: Pagès, 2012
- Aigua, ànima. Lleida: Pagès, 2017
- Desmesura d'amor. Lleida: Pagès, 2020

### Estudis literaris
- El Neoclassicisme i la Il·lustració. Barcelona: Ed. 62 - Orbis, 1984
- Escriptors contemporanis de Ponent (1859-1980). Lleida: La Paeria, 1984
- Tres poetes simbolistes : Josep Estadella, Jaume Agelet, Màrius Torres. Barcelona: El Mall, 1986
- Antologia poètica de J. Salvat-Papasseit. Barcelona: Barcanova, 1989
- Antologia general de la poesia catalana. Barcelona: Barcanova, 1991
- Proses de Ponent de J. Vallverdú. Barcelona: Barcanova, 1994
- La Renaixença a Lleida (amb Paquita Sanvicén). Lleida: Universitat de Lleida, 1998